# Nittele Tower
La Nittele Tower (日テレタワー, Nittere tawaa) est un immeuble de bureaux de structure expressionniste situé dans l'arrondissement de Minato à Tokyo au Japon. La tour héberge le siège social de la Nippon Television. Le bâtiment de 32 étages fait 192 m de haut. La construction s'est achevée en 2003.

## Source
- (en) Cet article est partiellement ou en totalité issu de l’article de Wikipédia en anglais intitulé « Nittele Tower » (voir la liste des auteurs).